# Kathleen
Kathleen és una concentració de població designada pel cens dels Estats Units a l'estat de Florida. Segons el cens del 2000 tenia 3.280 habitants.

## Demografia
Segons el cens del 2000, Kathleen tenia 3.280 habitants, 1.162 habitatges, i 900 famílies. La densitat de població era de 380,3 habitants/km².
Dels 1.162 habitatges en un 37,8% hi vivien nens de menys de 18 anys, en un 61,5% hi vivien parelles casades, en un 11,3% dones solteres, i en un 22,5% no eren unitats familiars. En el 17,7% dels habitatges hi vivien persones soles el 6,1% de les quals corresponia a persones de 65 anys o més que vivien soles. El nombre mitjà de persones vivint en cada habitatge era de 2,82 i el nombre mitjà de persones que vivien en cada família era de 3,19.
Per edats la població es repartia de la següent manera: un 28,3% tenia menys de 18 anys, un 8,1% entre 18 i 24, un 30% entre 25 i 44, un 23,8% de 45 a 60 i un 9,8% 65 anys o més.
L'edat mediana era de 36 anys. Per cada 100 dones de 18 o més anys hi havia 96,2 homes.
La renda mediana per habitatge era de 39.226 $ i la renda mediana per família de 40.925 $. Els homes tenien una renda mediana de 33.442 $ mentre que les dones 21.066 $. La renda per capita de la població era de 17.231 $. Entorn del 8,9% de les famílies i el 10,1% de la població estaven per davall del llindar de pobresa.

## Poblacions més properes
El següent diagrama mostra les poblacions més properes.